# بوجو (قناة تلفزيونية)
بوجو (بالإنجليزية: Pogo)‏ هي قناة فضائية هندية تبث الرسوم المتحركة الموجهة للأطفال. تأسست من قبل Turner International India والتي هي مملوكة لشركة وارنر ميديا إنطلقت القناة رسمياً في ١ يناير ٢٠٠٤. تبث القناة في الهند والنيبال وبوتان وسريلانكا وبنغلادش.

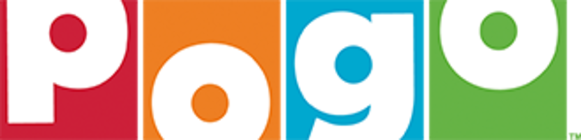
شعار القناة

يقع مقر القناة في مومباي، الهند.